# Pfarrkirche Herz Jesu (Wien-Floridsdorf)

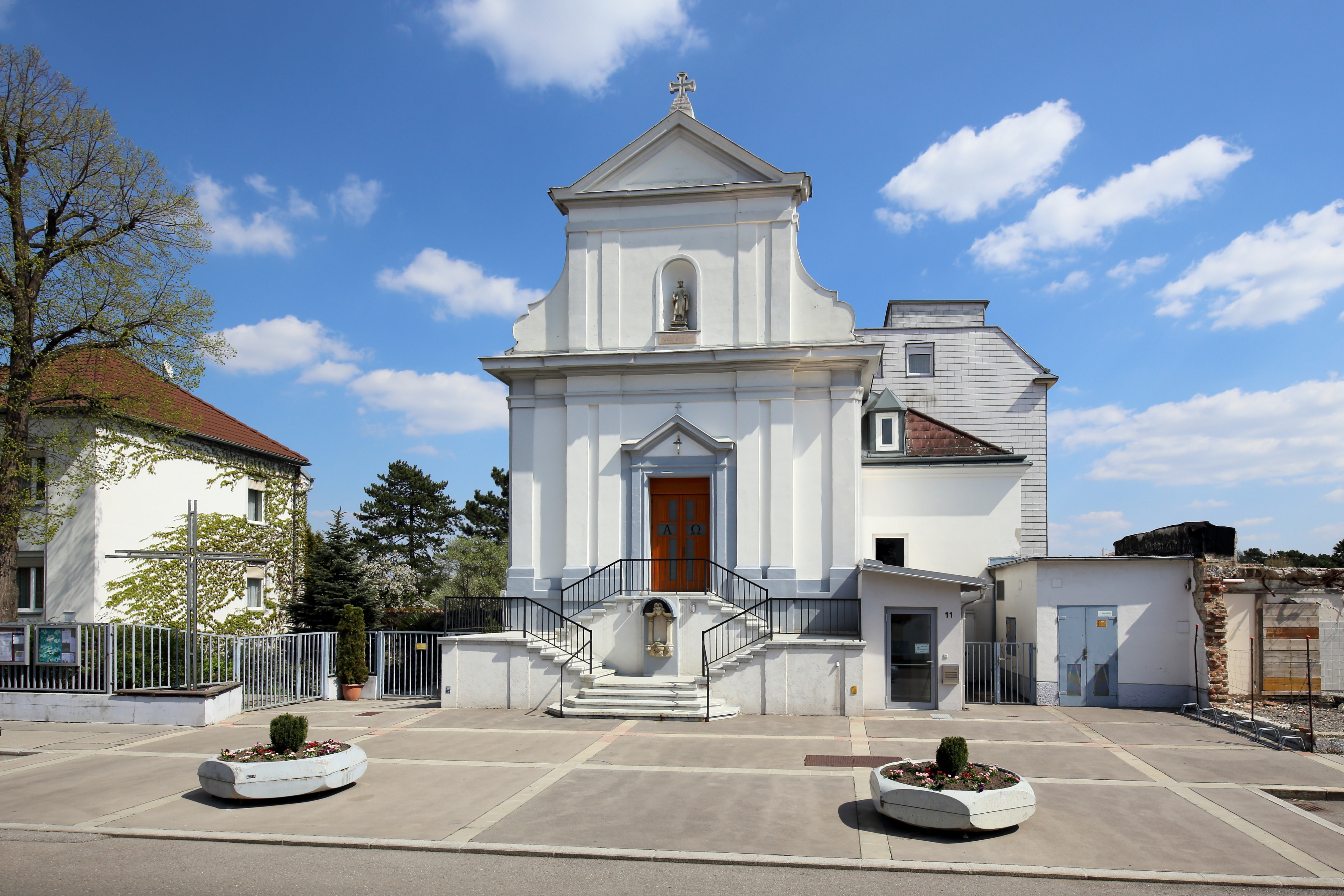
Katholische Filialkirche Hl. Herz Jesu in Wien-Floridsdorf

Die Filialkirche Herz Jesu ist eine römisch-katholische Filialkirche im Bezirksteil Floridsdorf des 21. Wiener Gemeindebezirks Floridsdorf. Sie ist dem Heiligen Herz Jesu geweiht.

## Geschichte

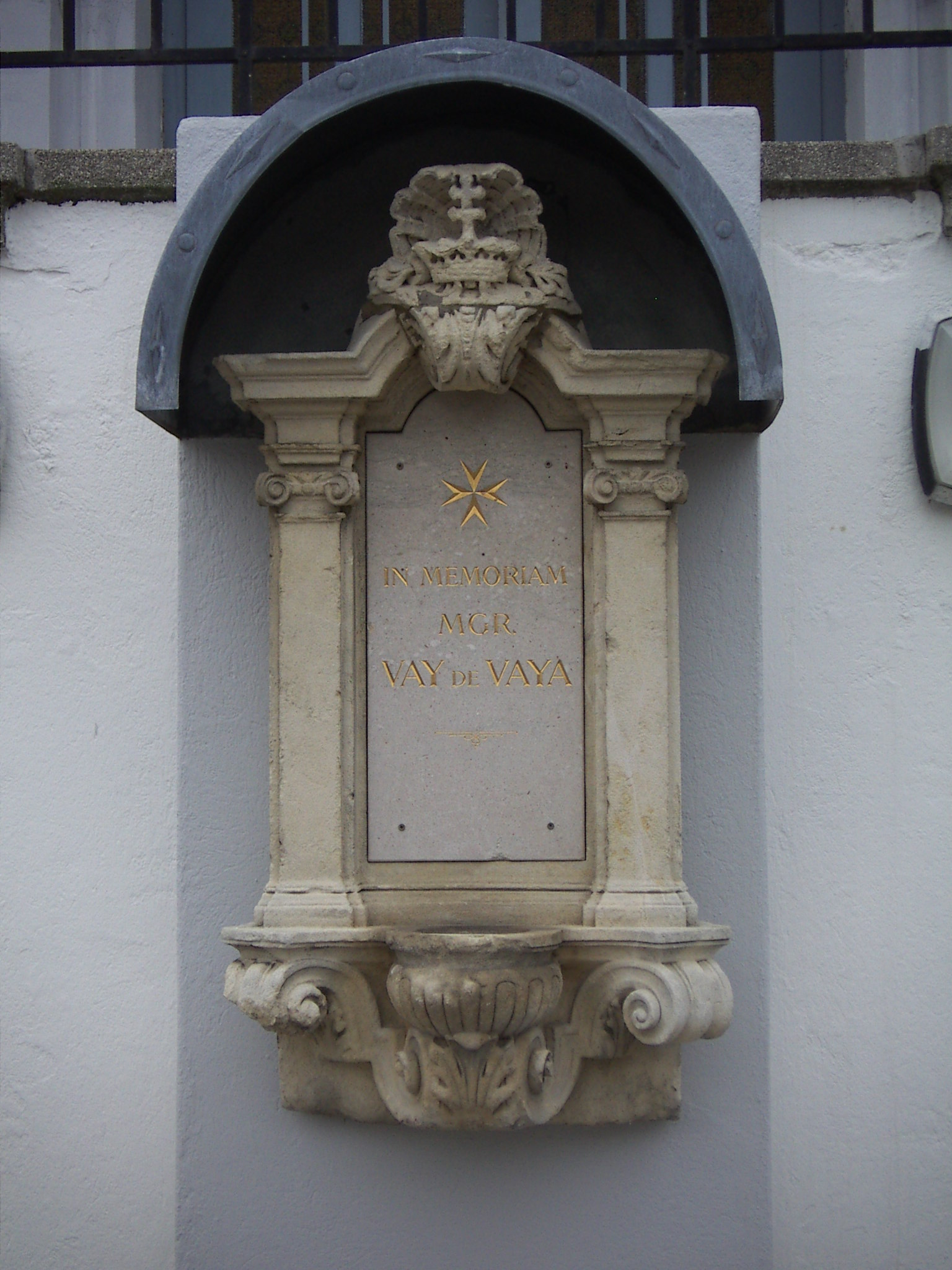
Graf Peter Vay de Vaya, Kirchenstifter

Der Orden der Karmelitinnen vom Göttlichen Herzen Jesu nahm im Jahre 1914 seine Tätigkeit in Österreich auf und gründete 1917 in der Töllergasse 9 bis 15 ein Kloster. Nachdem die Hauskapelle für die örtliche Bevölkerung zu klein war, wurde im Klostergarten eine Kirche angedacht. Peter Vay de Vaya, ein Graf ungarischer Herkunft, wohnte damals im Kloster und stiftete die Finanzierung, wobei aber durch eine Geldentwertung die Gesamtfinanzierung nicht mehr möglich war. 1923 erfolgte die Grundsteinlegung, in den Jahren 1925 bis 1926 wurde der Rohbau errichtet und am 29. Juni 1928 erfolgte die Weihe der Kirche durch Bischof Ernst Karl Jakob Seydl. Ursprünglich war die Kirche dem heiligen Petrus geweiht. Daran erinnert eine Statue des Heiligen in einer Mauernische über dem Hauptportal. Die turmlose Kirche wurde nach den Plänen von Bruno Buchwieser senior im Stil der Renaissance errichtet. Mit 1. Jänner 1940 wurde die Kirche zur Pfarrkirche erhoben. Im Jahre 1963 wurde die Kirche dem unbefleckten Herzen Mariens geweiht. Von 1970 bis 1971 fanden umfassende Umbauarbeiten statt.
Am 1. Jänner 2024 wurde die Pfarre Herz Jesu aufgehoben. Die ehemalige Pfarrkirche ist seither eine Filialkirche der Pfarre Der Weg Jesu und die Kirche der Teilgemeinde Herz Jesu.

## Ausstattung
Hauptaltar und Seitenaltäre sind Grödener Schnitzarbeit. Im Jahre 1941 erhielt die Kirche auch eine Orgel der Orgelbauanstalt Eberhard Friedrich Walcker aus Ludwigsburg. 1957 wurde an der Seitenfront des Klosters, zur Kirche hin, eine Muttergottesstatue der unbefleckten Empfängnis des Bildhauers Karl Nieschlag angebracht. 1986 wurde eine Dreifaltigkeitssäule des Bildhauers Jan Bauch im Klostergarten aufgestellt.

## St. Josefsheim

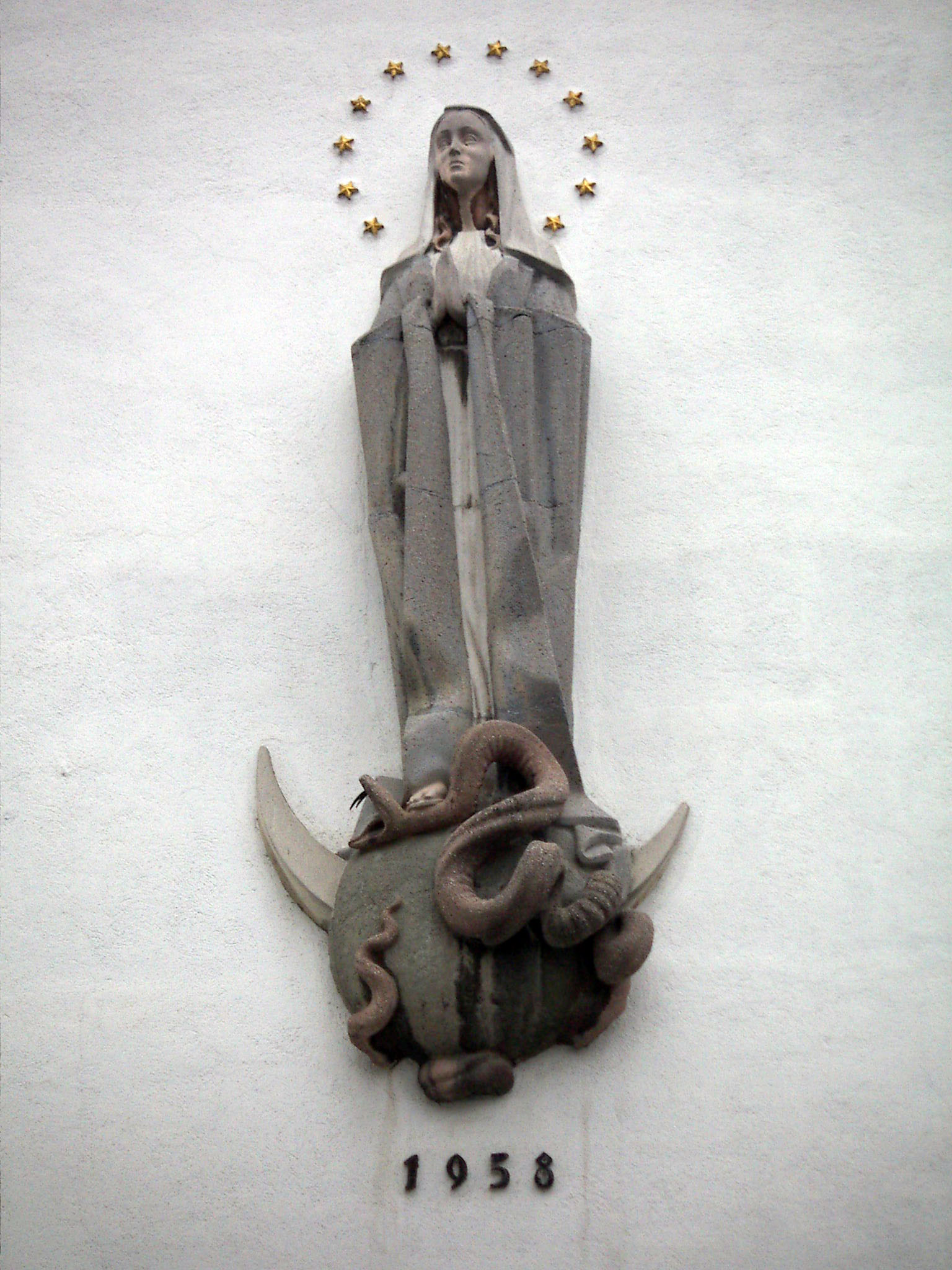
Maria Immaculata von Karl Nieschlag

Der Orden widmete sich anfangs der Jugenderziehung und führte ein Kinderheim. Im Zuge des Anschlusses von Österreich an Hitler-Deutschland dachte die Gauverwaltung anfangs an eine Enteignung, was aber aufgrund bestehender hoher Schulden bald uninteressant war. Die Kinder wurden von der NSV übernommen und 1939 in ein Kinderheim nach Bärnbach verlegt, nur ein Kindergarten und ein Hort durften bleiben. Als danach eine alte Frau um Aufnahme bat, wurde über ein Altersheim nachgedacht und 1939 vom Caritasverband mit zehn alten Menschen begonnen. Bald aber entstand die Notwendigkeit der Unterbringung von bis zu 70 Katholiken jüdischer Herkunft, mit deren Mietzahlungen die laufenden Kreditraten bezahlt werden konnten. Als am 21. März 1942 eine Zwangsabholung mit einem Lastwagen von 19 Personen stattfand, wo man später erfuhr, dass sie nach Polen transportiert worden sind, lebten die Zurückgebliebenen in ständiger Angst. Am 9. Juli 1942 wurden weitere 50 Personen in gleicher Weise abgeholt, einige Tage später die Letzten. Den Hausrat der Abgeholten beschlagnahmte die Gestapo. Nur zwei dieser Personen haben bis Kriegsende 1945 überlebt. Nach der Schließung des Altersheimes für „nicht-arische“ Katholiken beschlagnahmte das Militär das Kloster für die Flakgruppe Wien Nord. Im Klostergarten wurden zusätzlich Baracken aufgestellt und im Keller eine große Funkstation errichtet.
Nach dem Krieg wurde hier wieder ein Altersheim geführt. Von 1956 bis 1957 wurde das Altersheim mit einem Zubau stark erweitert, 2007 geschlossen und um 2014 abgerissen.